# Sundiata Acoli
Sundiata Acoli (14 de gener de 1937) nascut com Clark Edward Squire, és un antic membre del Partit de les Panteres Negres i de l'Exèrcit d'Alliberament Negre. Va ser condemnat a presó perpètua el 1974 acusat d'assassinar un policia a Nova Jersey.

## Primers anys
Acoli va néixer el 14 de gener de 1937 a Decatur i es va criar a Vernon, Texas. Es va graduar a la Universitat de Prairie View A&M el 1956 amb una llicenciatura en matemàtiques i va treballar durant 13 anys per a diverses empreses del sector de la informàtica, principalment a Nova York.
L'estiu de 1964 va participar en tasques de sensibilització de drets civils a Mississipi. El 1968, Acoli es va incorporar al Partit de les Panteres Negres de Harlem com a ministre de finances. Va ser arrestat el 2 d'abril de 1969, en l'operació policial Panther 21, en què els activistes van ser acusats d'atacs coordinats i planificats a dues comissaries de policia i una oficina d'educació a la ciutat de Nova York. Un grup anomenat Computer People for Peace va recaptar una fiança de 50.000 dòlars però el jutge va rebutjar-la. Ell i els altres acusats van ser finalment absolts de tots els càrrecs.

## Tiroteig a Nova Jersey
El maig de 1973, mentre conduïa el seu cotxe va ser aturat per la policia estatal de Nova Jersey. Arran d'un tiroteig, Zayd Malik Shakur va morir i Assata Shakur va resultar ferida i arrestada. Un policia de l'estat, Werner Foerster, va morir i un altre va resultar ferit. Acoli va ser capturat dies després. Acoli va ser condemnat per la mort del soldat a la Presó Estatal de Nova Jersey (NJSP) a presó perpètua.

## Presó
A la presó va ser confinat a una Unitat de Control de Gestió (MCU) creada expressament per a ell i altres presos polítics. Va romandre a la MCU gairebé cinc anys.
El setembre de 1979, Acoli va ser traslladat a la presó federal de Marion, Illinois, tot i no tenir càrrecs ni condemnes federals. El juliol de 1987 va ser traslladat a la presó federal de Leavenworth, Kansas. A la tardor de 1992 se li va denegar la llibertat condicional. L'any 2012 se li va tornar a denegar. El 29 de setembre de 2014, un tribunal d'apel·lació de Nova Jersey li va concedir però l'estat de Nova Jersey va recórrer la sentència. Finalment, el 21 de novembre de 2017, la junta d'apel·lació va denegar-li la llibertat condicional. Acoli no podrà optar-hi de nou fins al 2032 quan tindrà 94 anys.